# Tephrina inaequivergaria
Tephrina inaequivergaria är en fjärilsart som beskrevs av Paul Mabille 1840. Tephrina inaequivergaria ingår i släktet Tephrina och familjen mätare. Inga underarter finns listade i Catalogue of Life.